# دولة أرخبيلية

الدولة الأرخبيلية هي عبارة عن دولة معترف بها دوليًا أو دولة مكونة من مجموعة من الجزر التي تكون أرخبيلاً. ويتم تعريف المصطلح من خلال اتفاقية الأمم المتحدة لقانون البحار من أجل تعريف الحدود التي يجب أن تطالب هذه الدول بالحفاظ عليها. وتعد إندونيسيا من بين تلك الدول الأرخبيلية.